# Type II U-boot

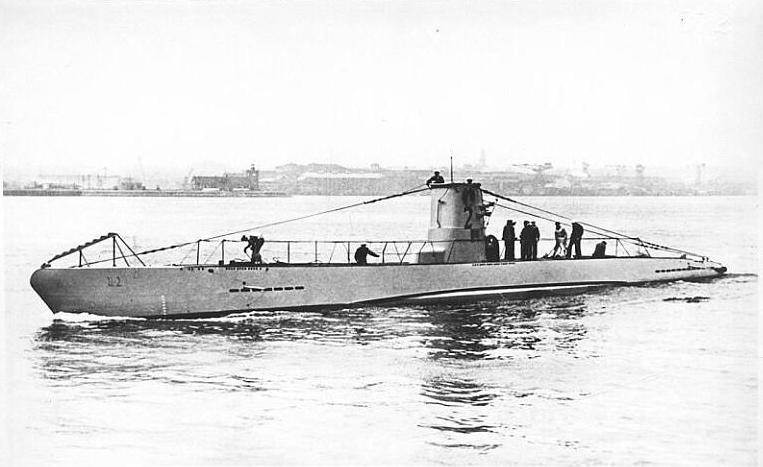
De U-2 te Kiel in 1935

Het Type II U-boot was door de Duitse Kriegsmarine ontworpen als onderzeeboot voor gebruik in kustwateren. Het ontwerp was afgeleid van de Finse CV-707, die ontworpen was door de Duitse mantelfirma NV Ingenieurskantoor voor Scheepsbouw.
Door het verdrag van Versailles waarmee een einde kwam aan de Eerste Wereldoorlog was Duitsland ontdaan van haar onderzeeboten. Aan het eind van de jaren '20 begon het land echter aan een herbewapening. Het tempo waarin dit gebeurde werd onder Adolf Hitler versneld en de kiel van eerste Type II -boot werd gelegd op 11 februari 1935.
Wetende dat de wereld deze stap op weg naar herbewapening niet zou ontgaan, sloot Hitler een overeenkomst met Groot-Brittannië om een marine op te zetten die ten hoogste 35% van de omvang van de Royal Navy zou krijgen waar het oppervlakteschepen betrof, maar hetzelfde aantal onderzeeboten zou krijgen. Dit verdrag werd op 18 juni 1935 afgesloten. Elf dagen later werd de U-1 te water gelaten.

## Algemene kenmerken
Het type was te klein om ver verwijderd van de thuishaven operaties uit te voeren. De primaire rol was in opleidingsscholen waar nieuwe Duitse officieren werden opgeleid tot commandant. Van het type bestaan vier subtypes.
Het belangrijkste kenmerk van het type II waren de kleine afmetingen. De boot met de bijnaam Einbaum ("boomstamkano") had een aantal voordelen ten opzichte van grotere boten: hij kon beter in ondiep water varen, sneller duiken en was moeilijker zichtbaar vanwege de lage commandotoren. De nadelen waren de kleinere duikdiepte, kortere actieradius en kleine leefruimte. De boot kon bovendien minder torpedo's meenemen.
Type II had een enkele scheepshuid en geen waterdichte compartimenten. Het had drie torpedobuizen, alle drie aan de voorzijde en had ruimte voor nog twee torpedo's aan boord. Het had een 20 mm luchtafweergeschut aan dek, maar geen kanon.
De ruimte aan boord was beperkt. De twee extra torpedo's strekten van net achter de torpedobuizen tot voor in de commandocentrale. De meesten van de 24-koppige bemanning verbleven in deze ruimte rond de torpedo's, waar ze twaalf britsen deelden. Achter bevonden zich nog vier britsen voor het personeel in de machinekamer. Het sanitair en de kookgelegenheid waren minimaal en in een dergelijke omgeving waren lange missies geen pretje.
De meeste boten van het type II zijn uitsluitend in de beginjaren van de oorlog ingezet en bleven daarna gestationeerd bij de trainingsbases. Enkele zijn echter gestript, per boot en wegtransport naar Linz vervoerd, weer geassembleerd en in de Zwarte Zee tegen de Sovjet-Unie ingezet.
In tegenstelling tot andere U-boot types zijn slechts weinig type II - boten verloren gegaan. Dit kwam ook vanwege hun gebruik als trainingsvaartuig. Desalniettemin zijn enkele boten bij ongelukken vergaan.
Deze boten vormden een eerste stap op weg naar herbewapening en waren bedoeld om ervaring op te doen met de bouw en de inzet van onderzeeërs. Zij hebben de weg vrijgemaakt voor de bouw van grotere boten en waren zeer effectief in de hen toebedeelde rol.

## Type II A

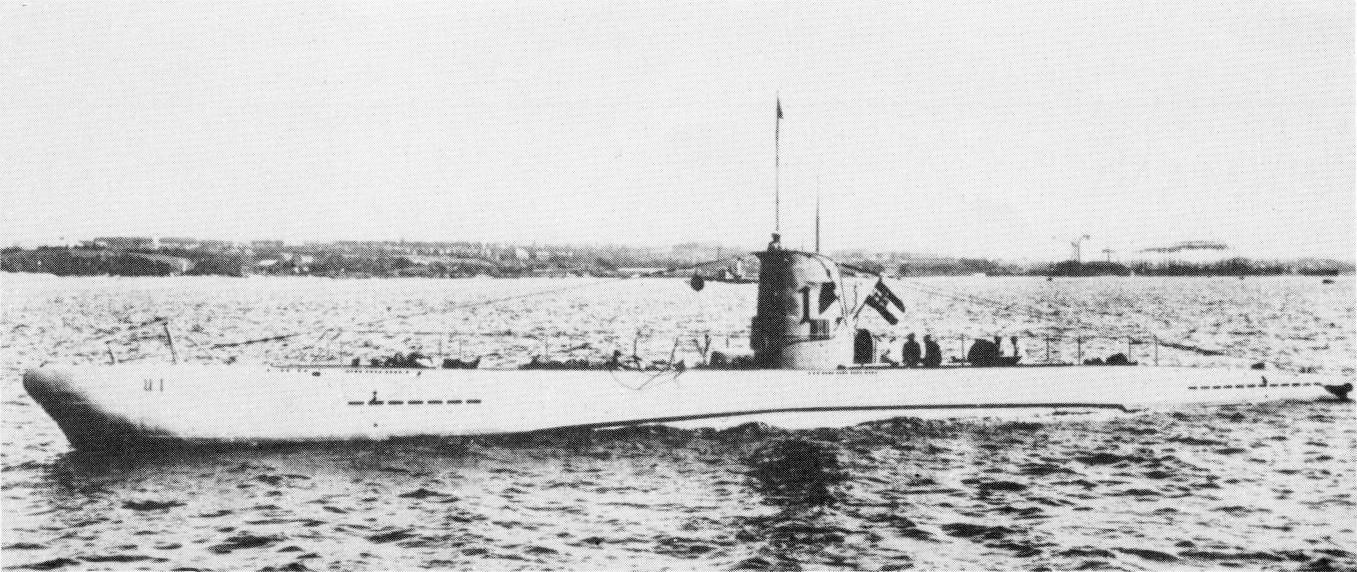
U 1

- Gebouwd door: Deutsche Werke AG, in Kiel
- Productie: zes stuks, in 1934 en 1935

U-1 -- U-2 -- U-3 -- U-4 -- U-5 -- U-6

### Technische gegevens
- Waterverplaatsing: boven water 254 ton, onder water 303 ton, totaal 381 ton
- Lengte: totaal 40,90 m, druklichaam 27,80 m
- Breedte: totaal 4,08 m, druklichaam 4,00 m
- Hoogte: 8,60 m
- Diepgang: 3,83 m
- Aandrijving: boven water 700 pk, onder water 360 pk
- Snelheid: boven water 13 knopen, onder water 6,9 kn
- Actieradius: boven water 1600 zeemijl (nm) bij 8 kn, onder water 35 nm bij 4 kn
- Torpedobuizen: 3 in de boeg
- Torpedo's: 5 (of 18 zeemijnen)
- Geschut: 1 x 2 cm Flak
- Duikdiepte: 150 m (maximaal)
- Bemanning: 3 officieren, 22 manschappen

## Type II B
Gebouwd door:

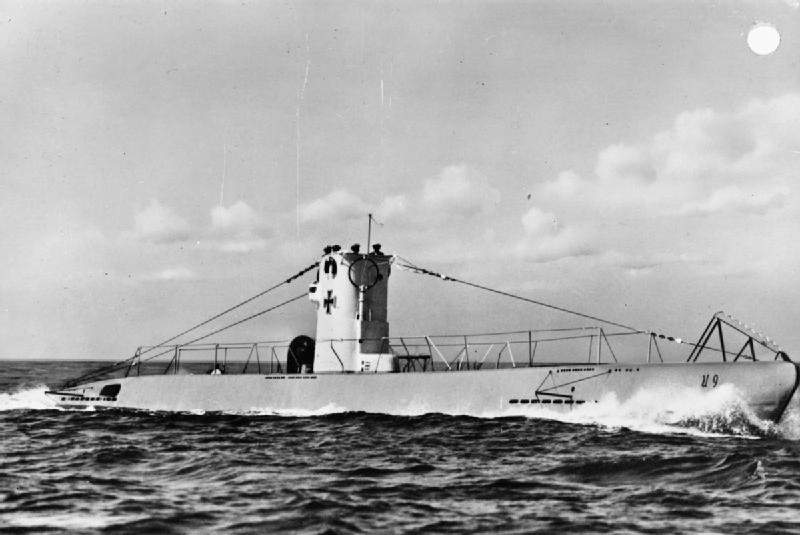
U 9

- Deutsche Werke AG, Kiel (4 stuks, 1935-1936;
- Germaniawerft AG, Kiel, (14 stuks, 1935 - 1936);
- Flender-Werke AG, Lübeck, (2 stuks, 1938, 1940)
- Totale productie: 20.

U-7 -- U-8 -- 
U-9 -- U-10 -- 
U-11 -- U-12 -- 
U-13 -- U-14 -- 
U-15 -- U-16 -- 
U-17 -- U-18 -- 
U-19 -- U-20 -- 
U-21 -- U-22 -- 
U-23 -- U-24 -- 
U-120 -- U-121

### Technische gegevens
- Waterverplaatsing: boven water 279 ton, onder water 328 ton, totaal 414 ton
- Lengte: totaal 42,70 m, druklichaam 28,20 m
- Breedte: totaal 4,08 m, druklichaam 4,00 m
- Hoogte: 8,60 m
- Diepgang: 3,90 m
- Aandrijving: boven water 700 pk, onder water 360 pk
- Snelheid: boven water 13 knopen, onder water 7 kn
- Actieradius: boven water 3100 zeemijl (nm) bij 8 kn, onder water 43 nm bij 4 kn
- Torpedobuizen: 3 in de boeg
- Torpedo's: 5 (of 18 mijnen)
- Geschut: 1 x 2 cm Flak
- Duikdiepte: 150 m (maximaal)
- Bemanning: 3 officieren, 22 manschappen

## Type II C
Gebouwd door:
- Deutsche Werke AG, Kiel (1937-1940);
- Totale productie: 8.

U-56 -- U-57 -- U-58 -- U-59 -- U-60 -- U-61 -- U-62 -- U-63

### Technische gegevens
- Waterverplaatsing: boven water 291 ton, onder water 341 ton, totaal 435 ton
- Lengte: totaal 43,90 m, druklichaam 29,60 m
- Breedte: totaal 4,08 m, druklichaam 4,00 m
- Hoogte: 8,40 m
- Diepgang: 3,82 m
- Aandrijving: boven water 700 pk, onder water 410 pk
- Snelheid: boven water 12 knopen, onder water 7 kn
- Actieradius: boven water 3800 zeemijl (nm) bij 8 kn, onder water 43 nm bij 4 kn
- Torpedobuizen: 3 in de boeg
- Torpedo's: 5 (of 18 mijnen)
- Geschut: 1 x 2 cm Flak
- Duikdiepte: 150 m (maximaal)
- Bemanning: 3 officieren, 22 manschappen

## Type II D
Gebouwd door:
- Deutsche Werke AG, Kiel (1937-1940);
- Totale productie: 16.

U-137 -- U-138 -- U-139 -- U-140 -- U-141 -- U-142 -- U-143 -- U-144 -- U-145 -- U-146 -- U-147 -- U-148 -- U-149 -- U-150

### Technische gegevens
- Waterverplaatsing: boven water 314 ton, onder water 364 ton, totaal 460 ton
- Lengte: totaal 43,97 m, druklichaam 29,80 m
- Breedte: totaal 4,08 m, druklichaam 4,00 m
- Hoogte: 8,40 m
- Diepgang: 3,93 m
- Aandrijving: boven water 700 pk, onder water 410 pk
- Snelheid: boven water 12,7 knopen, onder water 7,4 kn
- Actieradius: boven water 5600 zeemijl (nm) bij 8 kn, onder water 56 nm bij 4 kn
- Torpedobuizen: 3 in de boeg
- Torpedo's: 5 (of 18 zeemijnen)
- Geschut: 1 x 2 cm Flak
- Duikdiepte: 150 m (maximaal)
- Bemanning: 3 officieren, 22 manschappen

Type I · Type II · Type VII · Type IX · Type X · Type XIV · Type XVII · Type XVIII · Type XXI · Type XXIII 

Dwergonderzeeboten: Biber · Marder · Hecht · Seehund